# Sandakania
Sandakania (abreviado Sandakania) es una revista con ilustraciones y descripciones botánicas que es editada en Sandakan desde el año 1992.